# یان اشتوکر

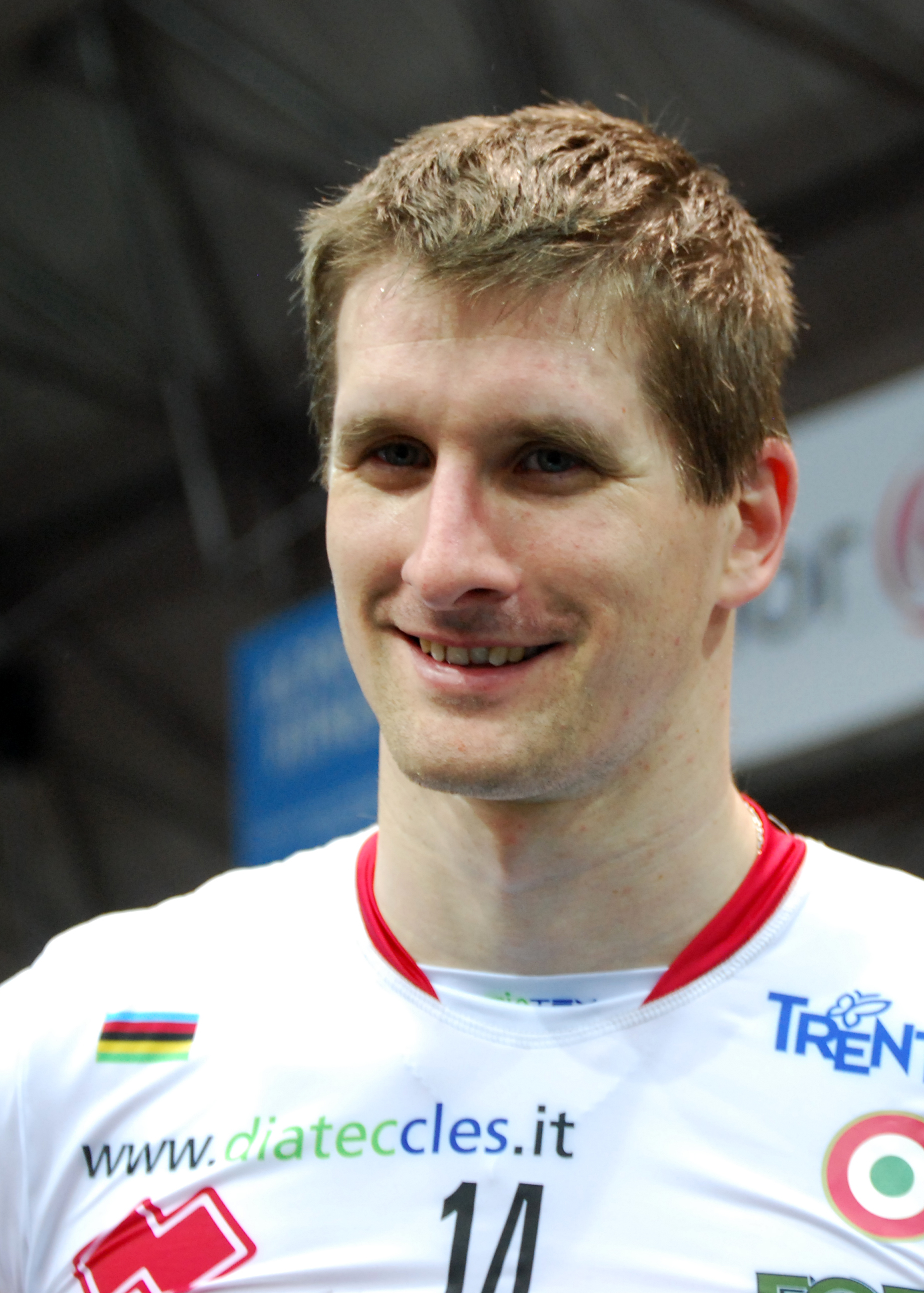
اشتوکر در ترنتینو ۲۰۱۲

یان اشتوکر (به چکی: Jan Štokr) معروف به دروبک (متولد ۱۶ ژانویه ۱۹۸۳) بازیکن والیبال اهل جمهوری چک، عضو تیم ملی والیبال جمهوری چک و باشگاه دینامو کراسنودار است. اشتوکر از لژیونرهای موفق جمهوری چک است و سابقه عضویت در تیم‌های مطرح مودنا، پروجا و ترنتینو را در کارنامه خود دارد.

## دست آوردها

### فردی
- باارزش ترین بازیکن سری آ ایتالیا ۲۰۱۱
- باارزش‌ترین بازیکن سوپر جام ایتالیا ۲۰۱۱
- بهترین اسپکر قهرمانی باشگاه‌های جهان ۲۰۱۲
- بهترین ورزشکار جمهوری چک ۲۰۱۳